# Release (Pet-Shop-Boys-Album)
Release ist das achte Studioalbum des britischen Pop-Duos Pet Shop Boys. Es erschien am 1. April 2002 (bzw. in Japan am 21. April 2002 und in den USA am 23. April 2002) und wurde von Parlophone veröffentlicht. Produziert wurde es größtenteils von den Pet Shop Boys selbst – die einzige Ausnahme ist der Song London, welcher von den Pet Shop Boys gemeinsam mit Chris Zippel in Berlin produziert wurde.

## Hintergrund
Das Album enthält durchweg bis dato unveröffentlichte Kompositionen, welche z. T. zu den gitarrenlastigsten Werken des gesamten Œuvres der Band zu zählen sind. Diese stilistische Ausrichtung wird auch daran ersichtlich, dass Johnny Marr (ehemals The Smiths) die Pet Shop Boys bei insgesamt sieben Songs als Gast-Gitarrist unterstützte (Home and Dry, I Get Along, Birthday Boy, E-Mail, Love Is a Catastrophe, The Night I Fell in Love, You Choose). 
Das ungewohnte Klangbild wurde sowohl von den potenziellen Käufern als auch von den Kritikern unterschiedlich aufgenommen. So war Release – gemessen an den bis dato veröffentlichten Studioalben der Pet Shop Boys – ein kommerzieller Misserfolg und auch die Kritiken fielen verhältnismäßig ernüchternd aus. Peter Robinson urteilte z. B. für den NME, dass die Pet Shop Boys zwar die beste Band des 20. Jahrhunderts wäre, aber dies ihr bis dahin schlechtestes Album sei. Michael Schuh schrieb hingegen eine positive Rezension und äußerte sich wohlwollend: "Die Gratwanderung zwischen Kunst und Kitsch ist Teil des Konzepts, das auf ‘Release‘ in lange nicht gehörter Hochform zu Tage tritt. Gleichzeitig ist das neue Werk das homogenste Album seit 'Behaviour'." Das Album hält einen Metascore von 77 auf Metacritic (Stand: 3. Dezember 2016), was im Allgemeinen für positive Beurteilungen spricht. Trotz des erwähnten kommerziellen Rückschlags konnten dennoch circa 800.000 Einheiten des Albums weltweit verkauft und Platz 3 in den deutschen bzw. Platz 7 in den UK-Charts erreicht werden.
Die Songs Home and Dry, I Get Along und London wurden aus dem Album als Singles ausgekoppelt. Die dazugehörigen Musikvideos wurden allesamt von professionellen Fotografen (Wolfgang Tillmans, Martin Parr und Bruce Weber) konzeptionalisiert. Eine weitere Besonderheit ist, dass Release bisher das einzige Studioalbum der Band ist, für dessen Artwork nicht Mark Farrow zuständig war – stattdessen stammt das Verpackungsdesign von Greg Foley (Visionaire) und wurde 2003 für einen Grammy Award nominiert ("Grammy Award for Best Recording Package").
Die Release-Tour (16 Länder bzw. drei Kontinente) begann am 8. Februar 2002 in Bristol (Anston Hall) und endete nach 61 Konzerten am 2. August 2002 in Bangkok (Impact Arena).

## Titelliste
1. Home and Dry – 4:21
2. I Get Along – 5:49
3. Birthday Boy – 6:26
4. London – 3:46
5. E-Mail – 3:55
6. The Samurai in Autumn – 4:17
7. Love Is a Catastrophe – 4:50
8. Here – 3:15
9. The Night I Fell in Love – 5:04
10. You Choose – 3:13